# Лінсі Аддаріо
Лінсі Аддаріо (англ. Lynsey Addario; нар. 13 листопада 1973, м. Вестпорті, штат Коннектикут, США) — американська фотожурналістка. Її роботи часто зосереджені на конфліктах і питаннях прав людини, особливо на ролі жінок у традиційних суспільствах.
Одна з її фотографій була обрана журналом Time серед 100 найкращих фотографій 2022 року.

## Життєпис
Лінсі Аддаріо народилася і виросла у родині Камілли та Філіпа Аддаріо, італійсько-американських перукарів. Закінчила середню школу Стейплз у Вестпорті в 1991 році та Університет Вісконсину у Медісоні у 1995 році[4]. Вона також має два почесні докторські ступені, один з яких вона отримала в Університеті Вісконсину у Медісоні у галузі гуманітарних наук, а другий — у Бейтс коледжі в штаті Мен.
Аддаріо почала професійно фотографувати в аргентинській газеті Buenos Aires Herald у 1996 році, не маючи, за її словами, «жодної попередньої фотографічної підготовки». Наприкінці 1990-х вона повернулася до Сполучених Штатів і стала позаштатним кореспондентом Associated Press у Нью-Йорку, але менш ніж за рік повернулася до Південної Америки. Зосередившись на Кубі та впливі комунізму на суспільство, Аддаріо зробила собі ім'я. Через кілька років вона переїхала до Індії, щоб фотографувати для Associated Press, покинувши США.
Проживаючи в Індії, Аддаріо подорожувала Непалом, Афганістаном і Пакистаном, зосереджуючись на гуманітарних і жіночих проблемах. Після нападів на Всесвітній торговий центр у 2001 році Аддаріо вирішила фотографувати Афганістан і Пакистан під час правління талібів.
У 2003 і 2004 роках Аддаріо фотографувала війну в Іраку в Багдаді для The New York Times. З того часу вона висвітлювала конфлікти в Афганістані, Іраку, Дарфурі, Республіці Конго, Гаїті та Україні. Вона висвітлювала події на Близькому Сході та в Африці. У серпні 2004 року вона звернула свою увагу на Африку, зосередившись на Чаді та Судані.
Фотографувала для The New York Times, The New York Times Magazine, Time, Newsweek та National Geographic.
У Пакистані 9 травня 2009 року Аддаріо потрапила в автомобільну аварію, повертаючись до Ісламабаду із завдання в таборі біженців. У неї була зламана ключиця, ще один журналіст був поранений, а водій загинув.
Аддаріо була серед чотирьох журналістів New York Times, які зникли безвісти в Лівії з 16 по 21 березня 2011 року. New York Times повідомила 18 березня 2011 року, що Лівія погодилася звільнити її та трьох її колег: Ентоні Шадіда, Стівена Фаррелла і Тайлера Гікса. 21 березня 2011 року лівійський уряд звільнив чотирьох журналістів.
На великій виставці «В Афганістані» в Нобелівському центрі миру в Осло, Норвегія, її фотографії афганських жінок сусідять зі світлинами Тіма Гетерінгтона, зробленими американськими солдатами в долині Корангал.
Серед крайніх робіт Аддаріо — річний документальний фільм «У пошуках дому» про три сім'ї сирійських біженців та їхніх новонароджених дітей без громадянства, які протягом року чекають на притулок у Європі, для журналу Time, «Зміна обличчя саудівських жінок» для National Geographic та «Переселенці» для The New York Times Magazine — репортаж, що документує життя трьох дітей, переміщених внаслідок війни в Сирії, Україні та Південному Судані. Останні чотири роки Аддаріо провела, документуючи тяжке становище сирійських біженців у Йорданії, Лівані, Туреччині та Іраку для The New York Times, а також висвітлювала громадянську війну в Південному Судані та материнську смертність в Ассамі, Індії та Сьєрра-Леоне для Time. 2015 року Аддаріо опублікувала свої мемуари «Це те, що я роблю: Життя фотографа, сповнене любові та війни», а компанія Warner Bros купила права на фільм, заснований на мемуарах, режисером якого буде Стівен Спілберг, а головну роль Аддаріо зіграє Дженніфер Лоуренс. У жовтні 2018 року вона також випустила книгу фотографій під назвою «Про любов і війну».
У березні 2022 року Аддаріо висвітлювала війну в Україні від імені New York Times. Під час репортажу з сусіднього з Києвом Ірпеня Аддаріо сфотографувала російський мінометний обстріл евакуйованих цивільних. Інцидент також зняв Андрій Дубчак, який працював фрілансером для New York Times. Вони стали свідками того, як російські війська скоригували мінометний вогонь просто по цивільному населенню, а потім мінометна міна вибухнула приблизно за 20 метрів від журналістів. Одразу після цього Аддаріо сфотографувала групу з чотирьох жертв. Мати і двоє дітей були вбиті, а чоловік, який їх супроводжував, дістав важкі поранення і згодом помер. Вона сказала, що це фото історично важливе, «тому що це воєнний злочин. І це відбувається». Фотографія була опублікована на першій сторінці газети 7 березня. Через кілька днів встановили особу загиблої жінки та її дітей — 18-річного сина та 9-річної доньки. Також загинула волонтерка релігійної організації, яка допомагала родині. Жінка була співробітницею SE Ranking, компанії з розробки програмного забезпечення з офісами в Лондоні та Каліфорнії.

## Сім'я
Аддаріо одружена з Полом де Бендерном, журналістом агентства Reuters. Вони одружилися в липні 2009 року, мають сина.

## Доробок
Книги:
- It's What I Do: A Photographer's Life of Love and War. New York: Penguin, 2015. ISBN 978-1594205378.
- Of Love & War. New York: Penguin, 2018. ISBN 9780525560029.

## Нагороди
- Премія Infinity Award від Міжнародного центру фотографії (2002)[33],
- Грант Getty Images за редакційну фотографію за роботу в Дарфурі (2008)[34],
- Стипендія Мак-Артура від Фонду Джона та Кетрін Макартурів (2009)[35],
- Пулітцерівська премія за міжнародний репортаж, частина якої була присуджена за роботу у Вазиристані (2009)[36],
- Журнал American Photo Magazine назвав Аддаріо однією з п'яти найвпливовіших фотографів за останні 25 років, написавши, що «Аддаріо змінила те, як ми бачимо світові конфлікти» (2015)[37],
- Нагорода «Золота тарілка» від Американської академії досягнень (2017)[38],
- Номінація на премію «Еммі» за фільм «У пошуках дому», з командою інших, для Time (2018)[39][40],
- Почесний докторський ступінь Йоркського університету (2019)[41],
- Вступ до Міжнародної зали слави та музею фотографії (2020)[42],
- Нагорода «За мужність у журналістиці» від Міжнародного жіночого медійного фонду (IWMF) (2022)[43].